# 애국전선 (불가리아)
애국전선(불가리아어: Патриотичен фронт)은 2014년 불가리아에서 만들어진 불가리아 민족주의 정당이다. 현재 지도자는 크라시미르 카라카차노프, 발레리 시메오노프이며, 2014년 총선거 결과, 개혁 연합에 이어 제5당이다.

## 주요 정당
- 내부 마케도니아 혁명 기구-불가리아 국민운동
- 불가리아 구원 국민전선

## 같이 보기
- 아타카